# Stefania Bonfadelli
Stefania Bonfadelli (Valeggio sul Mincio, 27 aprile 1967) è un soprano italiano.

## Biografia
Dopo aver intrapreso a otto anni gli studi di pianoforte, inizia a quattordici anni a studiare canto prima a Verona, per poi arrivare a Parigi e Vienna. Il debutto avviene nella Lucia di Lammermoor di Gaetano Donizetti a Rieti nell'ambito del concorso Mattia Battistini, diretta dal Maestro Maurizio Rinaldi. A livello internazionale si fa conoscere per una produzione della Wiener Staatsoper nei Puritani di Vincenzo Bellini, nel 1997. Nel corso degli anni si esibisce nei principali teatrali italiani ed internazionali.
Nel 2002 ha cantato La traviata a Busseto con la regia di Franco Zeffirelli e la direzione di Plácido Domingo. Nel 2004 canta nel Concerto di Capodanno di Venezia, diretta da Lorin Maazel.
Nel 2012 ha fondato, insieme a Laura Polverelli e Nicoletta Olivieri, il Damen Trio, dedicandosi al repertorio alla musica da camera rossiniano e alla liederistica. Il trio ha inoltre approfondito il repertorio formato da arie da camera scritte da compositrici ottocentesche quali Giuditta Pasta, Maria Malibran e Pauline Viardot.
Nel 2009 inizia l'attività didattica fondando l'Accademia musicale Jacopo Foroni a Valeggio, sua città natale. Nell'insegnamento è affiancata da altri artisti tra i quali figurano Mariella Devia, Bruno Campanella, Roberto Scandiuzzi e Boris Petrushansky. Dal 2016 ha iniziato la carriera di regista curando Don Pasquale e Viaggio a Reims all'Auditorium di Tenerife, Un giorno di regno al festival di Martina Franca e Matilde di Shabran a Wildbad. Ha curato anche la regia di Maria Callas - master class, una produzione teatrale in prosa di Terrence Mc Nally.

## Vita privata
L'attrice Franca Valeri ha dichiarato che Stefania Bonfadelli è sua figlia adottiva. L'adozione fu rivelata in una intervista soltanto nel 2014: dichiarò che la decisione risaliva a una decina di anni prima.Stefania Bonfadelli ha accompagnato Valeri nelle ultime interviste e si è occupata dell'attrice negli ultimi giorni di vita.

## DVD (parziale)
- Donizetti: Lucia di Lammermoor (Teatro Carlo Felice, 2003) - Roberto Frontali/Stefania Bonfadelli/Marcelo Álvarez/Cristiano Olivieri/Mirco Palazzi/Patrick Fournillier, Arthaus Musik/Naxos
- Ricci: Crispino e la Comare (Festival della Valle d'Itria, 2013) - Domenico Colaianni/Stefania Bonfadelli/Jader Bignamini, Dynamic
- Verdi: La traviata (Teatro Verdi di Busseto, 2002) - Stefania Bonfadelli/Scott Piper/Renato Bruson/Plácido Domingo, regia Franco Zeffirelli, Arthaus Musik/Naxos